# Alfred Wotquenne
Alfred Wotquenne (Lobbes, 25 gennaio 1867 – Antibes, 25 settembre 1939) è stato un bibliografo e musicologo belga, conosciuto principalmente per i suoi cataloghi delle opere di Carl Philipp Emanuel Bach e di Christoph Willibald Gluck.

## Biografia
Nato da una famiglia di musicisti, studiò al Conservatorio reale di Bruxelles, dove ebbe come maestri Louis Brassin (pianoforte), Alphonse Mailly (organo) e François-Auguste Gevaert (teoria). Fu bibliotecario del conservatorio tra il 1894 ed il 1918 ed in questo periodo le raccolte della biblioteca furono riorganizzate e catalogate; inoltre, il conservatorio si arricchì di numerose opere, stampate e manoscritte, e di copie di manoscritti rari di altre biblioteche, molte delle quali furono eseguite dallo stesso Wotquenne, come la ricopiatura dei 13 volumi di canzoni pubblicati da Tielman Susato ad Anversa tra il 1543 ed il 1550.
Nel novembre del 1918 fu obbligato a lasciare il conservatorio di Bruxelles e si spostò ad Antibes, dove insegnò canto e dove, nel 1921, diventò direttore musicale della cattedrale. Nel 1929 vendette la maggior parte della sua biblioteca musicale privata alla Biblioteca del Congresso.
Wotquenne è ricordato principalmente come bibliografo musicale, anche se compose alcuni brani di musica sacra. Preparò insieme ad altri studiosi musicali belgi la raccolta completa delle opere di André Grétry e pubblico il Répertoire français de l'ancien chant classique. Preparò numerosi cataloghi tematici, tra cui quello delle opere di Agostino Steffani, delle sonate di Giuseppe Tartini, delle opere di Carl Philipp Emanuel Bach e di Christoph Willibald Gluck. Pubblicò studi sulle opere drammatiche di Baldassare Galuppi e sui lavori di Luigi Rossi.